# Cristãos de São Tomé

Cristãos de São Tomé (malaiala: Sírios nasrani-malabar, ou povo sírio Nasrani Malabar) é um grupo etnorreligioso de Querala, Índia, referindo-se aqueles que se tornaram cristãos na costa do Malabar nos primórdios da fé cristã, incluindo nativos da região e os da diáspora judaica em Querala.
São chamados de cristãos de São Tomé por terem sido, segundo conta a tradição, evangelizados diretamente pelo apóstolo São Tomé em pregação.
Os cristãos de São Tomé pertencem a diversas igrejas, entre elas: a Igreja Síria Jacobita Cristã, a Igreja Síria Ortodoxa Malankara, a Igreja Independente Síria Malabar, a Igreja Católica Siro-Malabar, a Igreja Católica Siro-Malankara, a Igreja Síria Malankara Mar Thoma, a Igreja Evangélica de São Tomás da Índia, os Irmãos de Querala, a Igreja de Deus (Evangelho Pleno), a Igreja Pentecostal de Deus da Índia e a Igreja do Sul da Índia.
| Denominação | Igreja-mãe                                                                                                | Igreja filiada                 | Rito                                              | Sede                                                             |
| --- | --- | ------------------------------ | ------------------------------------------------- | ---------------------------------------------------------------- |
| Igrejas Autocéfalas do Oriente                                                                                       | Igreja Assíria do Oriente                                                                                 | Igreja Síria Caldeia           | Rito Siríaco Oriental                             | Catedral de Marth Mariam, em Thrissur (Índia)                    |
| Igrejas Ortodoxas Orientais                                                                                          | Igreja Ortodoxa Siríaca                                                                                   | Igreja Síria Jacobita Cristã   | Rito Siríaco Ocidental                            | Catedral de Santo Atanásio, em Puthencruz (Índia)                |
| Igrejas Ortodoxas Orientais                                                                                          | Igreja Síria Ortodoxa Malankara                                                                           |                                | Rito Siríaco Ocidental                            | Catedral de Mar Elia, em Kottayam (Índia)                        |
| Igrejas Ortodoxas Orientais                                                                                          | Igreja Independente Síria Malabar, independente, oficialmente não faz parte da Comunhão Ortodoxa Oriental |                                | Rito Siríaco Ocidental                            | Catedral de São Jorge, em Guruvayur (Índia)                      |
| Igreja Católica | Igreja Católica (Igrejas Católicas Orientais)                                                             | Igreja Católica Siro-Malabar   | Rito Siríaco Oriental                             | Basílica Catedral Siro-Malabar de Santa Maria, Ernakulam (Índia) |
| Igreja Católica | Igreja Católica (Igrejas Católicas Orientais)                                                             | Igreja Católica Siro-Malankara | Rito Siríaco Ocidental                            | Catedral de Santa Maria, em Tiruvanantapura (Índia)              |
| Protestante oriental                                                                                                 | Igreja Síria Malankara Mar Thoma                                                                          |                                | Rito Siríaco Ocidental (com influência anglicana) | Poolatheen Aramana, Thiruvalla (Índia)                           |
| Protestante oriental                                                                                                 | Igreja Evangélica de São Tomé da Índia                                                                    |                                | Rito Siríaco Ocidental                            | Manjadi, Thiruvalla (Índia)                                      |
| Igrejas Unidas ( anglicanas, presbiterianas, congregacionais, reformadas continentais e metodistas) (Protestantismo) | Igreja do Sul da Índia                                                                                    |                                |                                                   | Escritório Diocesano CSI Madras, em Chenai (Índia)               |
| Cristãos Pentecostais de São Tomás (Protestantismo)                                                                  | Irmãos de Querala                                                                                         |                                |                                                   | Não centralizado                                                 |
| Cristãos Pentecostais de São Tomás (Protestantismo)                                                                  | Igreja de Deus (Evangelho Pleno)                                                                          |                                |                                                   | Mulakuzha, Índia                                                 |
| Cristãos Pentecostais de São Tomás (Protestantismo)                                                                  | Igreja Pentecostal de Deus da Índia                                                                       |                                |                                                   | Kumbanad, Índia                                                  |

Nota: As Igrejas dos cristãos de São Tomé estão em negrito.